# Salihpaşalar, Muğla
Salihpaşalar là một xã thuộc thành phố Muğla, tỉnh Muğla, Thổ Nhĩ Kỳ. Dân số thời điểm năm 2011 là 545 người.